# Estádio Pedro Eymard
Estádio Pedro Eymard – stadion piłkarski, w Morada Nova, Ceará, Brazylia, na którym swoje mecze rozgrywa klub Centro Esportivo Morada Nova.